# 리튬 니켈 코발트 알루미늄 산화물
리튬 니켈 코발트 알루미늄 산화물(영어: Lithium nickel cobalt aluminium oxides, 약칭 Li-NCA, LNCA, 또는 NCA)은 혼합 금속 산화물의 한 종류이다. 이들 중 일부는 리튬 이온 전지에 사용되어 중요하게 여겨진다. NCA는 양극(배터리가 방전될 때 캐소드)의 활성 물질로 사용된다. NCA는 리튬, 니켈, 코발트, 알루미늄 원소의 양이온으로 구성된다. 이 계열 화합물은 LiNixCoyAlzO2의 일반식을 가지며, x + y + z = 1이다. 현재 시장에 나와 있는 NCA 전지는 전기자동차와 전기 기구에도 사용되는데, 이 경우 x ≈ 0.84이며, 이 전지의 전압은 3.6 V 또는 3.7 V의 공칭 전압에서 3.6 V에서 4.0 V 사이이다. 2019년에 사용되는 산화물 버전은 LiNi0.84Co0.12Al0.04O2이다.

## NCA의 특성
NCA의 사용 가능한 전하 저장 용량은 약 180~200 mAh/g이다. 이는 이론값보다 훨씬 낮다. LiNi0.8Co0.15Al0.05O2의 경우 279 mAh/g이다. 그러나 NCA의 용량은 148 mAh/g의 리튬 코발트 산화물 LiCoO2, 165 mAh/g의 인산철 리튬 LiFePO4, 170 mAh/g의 NMC 333 LiNi0.33Mn0.33Co0.33O2와 같은 대체 물질보다 훨씬 높다. LiCoO2와 NMC와 마찬가지로 NCA는 층상 구조를 가진 캐소드 물질에 속한다. 높은 전압 덕분에 NCA는 높은 에너지 밀도를 가진 배터리를 가능하게 한다. NCA의 또 다른 장점은 우수한 고속 충전 능력이다. 단점으로는 높은 비용과 코발트 및 니켈의 제한된 자원이 있다.
NCA와 NMC 두 가지 재료는 관련된 구조와 상당히 유사한 전기화학적 거동을 가지며, 특히 비교적 높은 에너지 밀도와 비교적 높은 성능을 보여준다. 주목할 만한 점은 Ni는 배터리 작동 중에 +2와 +3.5의 산화 상태 사이에서 순환되고, Co는 +2와 +3 사이에서 순환되며, Mn과 Al은 전기화학적으로 비활성 상태를 유지한다.
테슬라 모델 3에 사용되는 NCA 배터리 팩에는 4.5~9.5 kg의 코발트와 11.6 kg의 리튬이 포함되어 있는 것으로 추정된다.
NCA와 밀접하게 관련된 산화 리튬 니켈 LiNiO2 또는 산화 니켈(IV) NiO2 자체는 기계적으로 불안정하고, 급격한 용량 손실을 보이며, 안전성 문제가 있어 아직 배터리 재료로 사용될 수 없다.

## 니켈이 풍부한 NCA: 장점과 한계
LiNixCoyAlzO2 중 x ≥ 0.8인 NCA는 니켈이 풍부하다고 불린다. 이 화합물들은 이 물질 계열에서 가장 중요한 변형이다. 니켈이 풍부한 변형은 코발트 함량이 낮아 코발트가 니켈보다 몇 배 더 비싸기 때문에 비용 면에서 이점이 있다. 또한 니켈 함량이 증가함에 따라 전압과 배터리에 저장할 수 있는 mAh/g 전하량도 증가한다. 이는 코발트가 배터리 내에서 +3과 +3.5 사이의 산화 상태로 순환되는 반면(즉, 코발트 원자당 0.5 전자), 니켈은 +3과 +4 사이에서 순환될 수 있기 때문이다(즉, 니켈 원자당 1 전자). 따라서 양극에서 니켈의 몰 분율을 증가시키면 mAh/g 수와 셀 전압이 모두 증가한다. 그러나 니켈 함량이 증가함에 따라 배터리의 열폭주 위험과 조기 노화도 증가한다. 일반적인 NCA 배터리가 180°C로 가열되면 열폭주하게 된다. 배터리가 이전에 과충전된 경우, 65°C에서도 열폭주가 발생할 수 있다. NCA의 알루미늄 이온은 안정성과 안전성을 높여주지만, 자체적으로 산화 및 환원에 참여하지 않기 때문에 용량을 감소시킨다.

## 물질의 변형
NCA를 더 견고하게 만들기 위해, 특히 50°C 이상의 온도에서 작동해야 하는 배터리의 경우, NCA 활성 물질은 일반적으로 코팅된다. 연구에서 시연된 코팅은 불화 알루미늄 AlF3와 같은 불화물, 결정성 산화물(예: CoO2, TiO2, NMC) 또는 유리질 산화물(이산화 규소 SiO2]]) 또는 FePO4와 같은 인산염을 포함할 수 있다.

## NCA 배터리: 제조업체 및 사용
2015년 NCA의 주요 생산 업체와 시장 점유율은 스미토모 금속 광산이 58%, Toda Kogyo (BASF)가 16%, Nihon Kagaku Sangyo가 13%, Ecopro가 5%였다. 스미토모는 테슬라와 파나소닉에 공급하며 2014년에는 월 850톤의 NCA를 생산할 수 있었다. 2016년 스미토모는 월 생산 능력을 2550톤으로, 2018년에는 4550톤으로 늘렸다. 중국 칭하이성 퉁런 현에서는 2019년부터 공장이 건설 중이며, 초기에는 월 1500톤의 NCA를 생산할 예정이다.
2018년 현재 NCA 배터리의 가장 중요한 제조업체는 파나소닉 또는 파나소닉의 협력 파트너인 테슬라로 알려져 있다. 테슬라는 자동차 모델의 구동 배터리에 NCA를 활성 물질로 사용한다. 테슬라 모델 3 및 테슬라 모델 X에는 LiNi0.84Co0.12Al0.04O2가 사용된다. 몇 가지 예외를 제외하고, 2019년 현재 대부분의 전기자동차는 NCA 또는 리튬 니켈 망간 코발트 산화물 (NMC)을 사용한다. 전기자동차 외에도 NCA는 전자 기기용 배터리에도 사용되며, 주로 파나소닉, 소니, 삼성이 사용한다. 일부 무선 진공 청소기에도 NCA 배터리가 장착되어 있다.